# Spitzberg (Presseck)
Spitzberg ist ein Gemeindeteil des Marktes Presseck im Landkreis Kulmbach (Oberfranken, Bayern). Spitzberg liegt in der Gemarkung Wartenfels.

## Geografie
Die Einöde liegt auf einem Hochplateau des Frankenwaldes, das im Westen ins Tal des Reichenbachs und im Osten ins Tal der Zettlitz abfällt. Im Südwesten liegt der Spitzberg (545 m ü. NHN); dort mündet der Reichenbach als rechter Zufluss in die Zettlitz. Ein Wirtschaftsweg führt nach Seubetenreuth (0,6 km nordöstlich).

## Geschichte
Gegen Ende des 18. Jahrhunderts bestand Spitzberg aus einem Anwesen. Das Hochgericht übte das bambergische Centamt Wartenfels aus. Das Amt Wartenfels war Grundherr des Söldengütleins.
Mit dem Gemeindeedikt wurde Spitzberg dem 1808 gebildeten Steuerdistrikt Wartenfels und der im selben Jahr gebildeten Ruralgemeinde Wartenfels zugewiesen. Bei der Vergabe der Hausnummern erhielt Spitzberg die Nummer 13 des Ortes Seubetenreuth. Am 1. Mai 1978 wurde Spitzberg im Rahmen der Gebietsreform in Bayern in die Gemeinde Presseck eingegliedert.

### Einwohnerentwicklung
| Jahr      | 001818 | 001819 | 001861 | 001871 | 001885 | 001900 | 001925 | 001950 | 001961 | 001970 | 001987 |
| Einwohner |        | 7      | *      | 9      | 8      | 4      | 3      | 6      | 5      | 3      | 2      |
| Häuser    | 1      |        |        |        | 1      | 1      | 1      | 1      | 1      |        | 1      |
| Quelle    | [ 6 ]  | [ 10 ] | [ 11 ] | [ 12 ] | [ 13 ] | [ 14 ] | [ 15 ] | [ 16 ] | [ 17 ] | [ 18 ] | [ 1 ]  |

## Religion
Spitzberg ist katholisch geprägt und nach St. Bartholomäus (Wartenfels) gepfarrt.